# Niltava grandis
Niltava grandis е вид птица от семейство Muscicapidae.

## Разпространение
Видът е разпространен в Бангладеш, Бутан, Виетнам, Индия, Индонезия, Камбоджа, Китай, Лаос, Малайзия, Мианмар, Непал и Тайланд.